# Square du Docteur-Grancher
Le square du Docteur-Grancher est un espace vert du 20e arrondissement de Paris.

## Situation et accès
Le square est localisé au milieu de l'espace défini par la rue de la Bidassoa, la rue Orfila, la place Martin-Nadaud, la rue Sorbier et la rue Villiers-de-L'Isle-Adam.
Il est desservi à proximité par les lignes 3 et 3 bis à la station Gambetta.

## Origine du nom
Son nom lui a été donné en hommage au pédiatre Jacques-Joseph Grancher (1843-1907).

## Historique

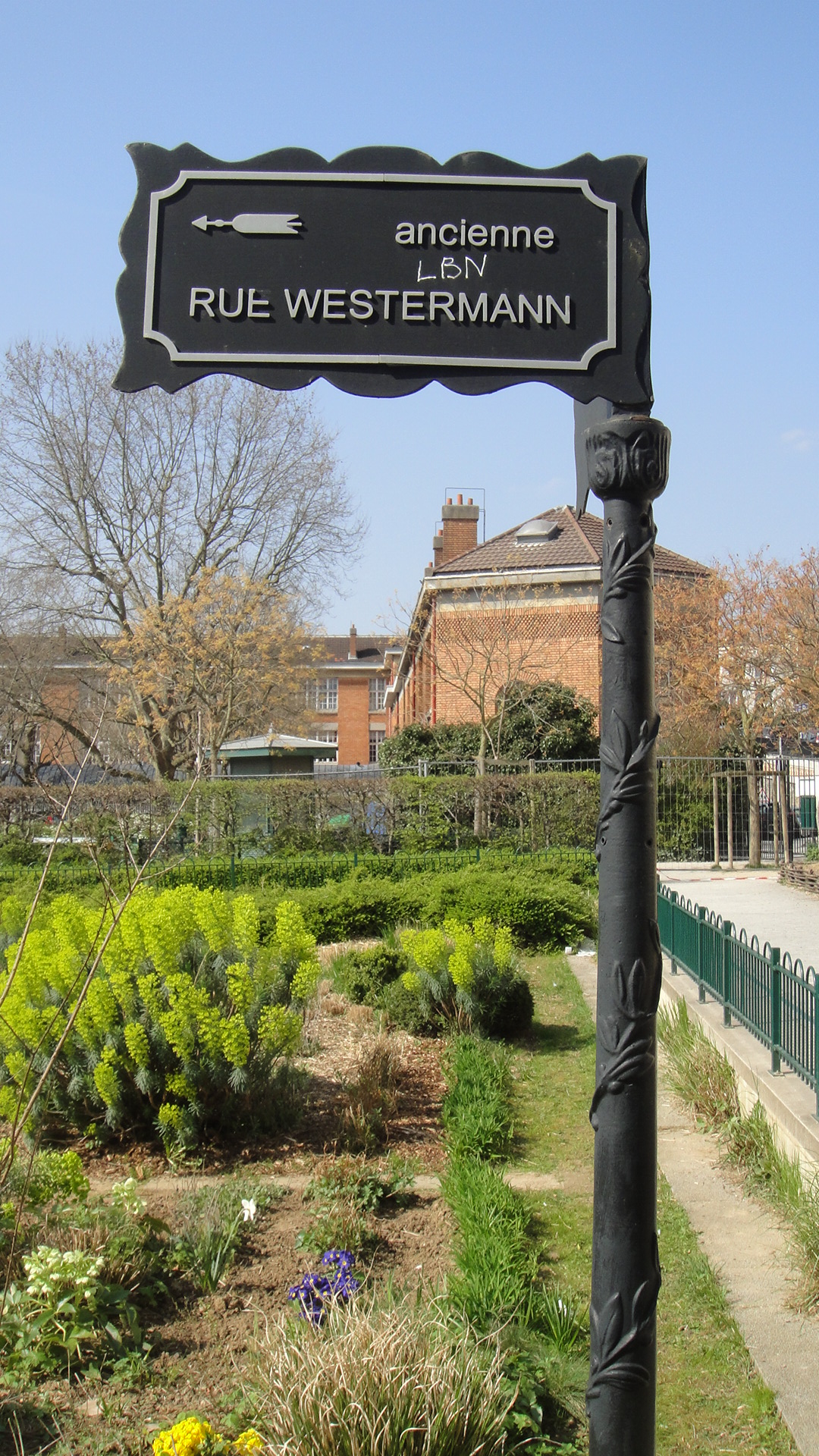
Un panneau signalant l'ancienne rue Westermann.

Historiquement, le square a été créé sous forme d'un talus inaccessible surplombé par un îlot urbain comportant trois rues :
- la rue de la Voulzie, parallèle à la rue de la Bidassoa, débutant rue Villiers-de-L'Isle-Adam et finissant par un petit escalier débouchant sur la rue Orfila,
- la rue Westermann, parallèle à la rue Orfila, débutant rue de la Voulzie et formant avec celle-ci un angle droit,
- la rue de la Cloche, parallèle à la rue de la Bidassoa, débutant rue Westermann et revenant à la rue Villiers-de-L'Isle-Adam. Son nom vient du fontis sur lequel est construit l'îlot[2].

Il est à noter que le square du Docteur-Grancher se trouve juste à la verticale du tunnel de Charonne (1 308 mètres) du chemin de fer de la ligne de Petite Ceinture.
Le sous-sol instable des lieux a rendu inhabitable l'îlot urbain qui a finalement été démoli, les trois rues et le terrain libéré laissés en friche et condamnés. Le sous-sol a été stabilisé bien plus tard grâce à des injections de béton.
Le square a fait l'objet de grands travaux de réaménagement et d'agrandissement pour une inauguration en 2006. La friche de l'ex-îlot urbain a été ajoutée au square où l'emprise des trois anciennes rues a été symbolisée par un pavage de trois nouvelles allées avec des plaques rappelant leur nom. L'escalier débouchant sur la rue Orfila a été rénové. Un nouvel accès au square a été créé au niveau de la rue Sorbier sous forme d'un escalier à flanc de coteau débouchant sur l'ex-rue de la Cloche. Le talus lui-même a été refait (correction de la pente et démolition des murs de soutènement des rues Sorbier et Orfila).
Le talus est orné d'une statue nommée Le Printemps, sculptée en 1928 par Henri Dieupart.

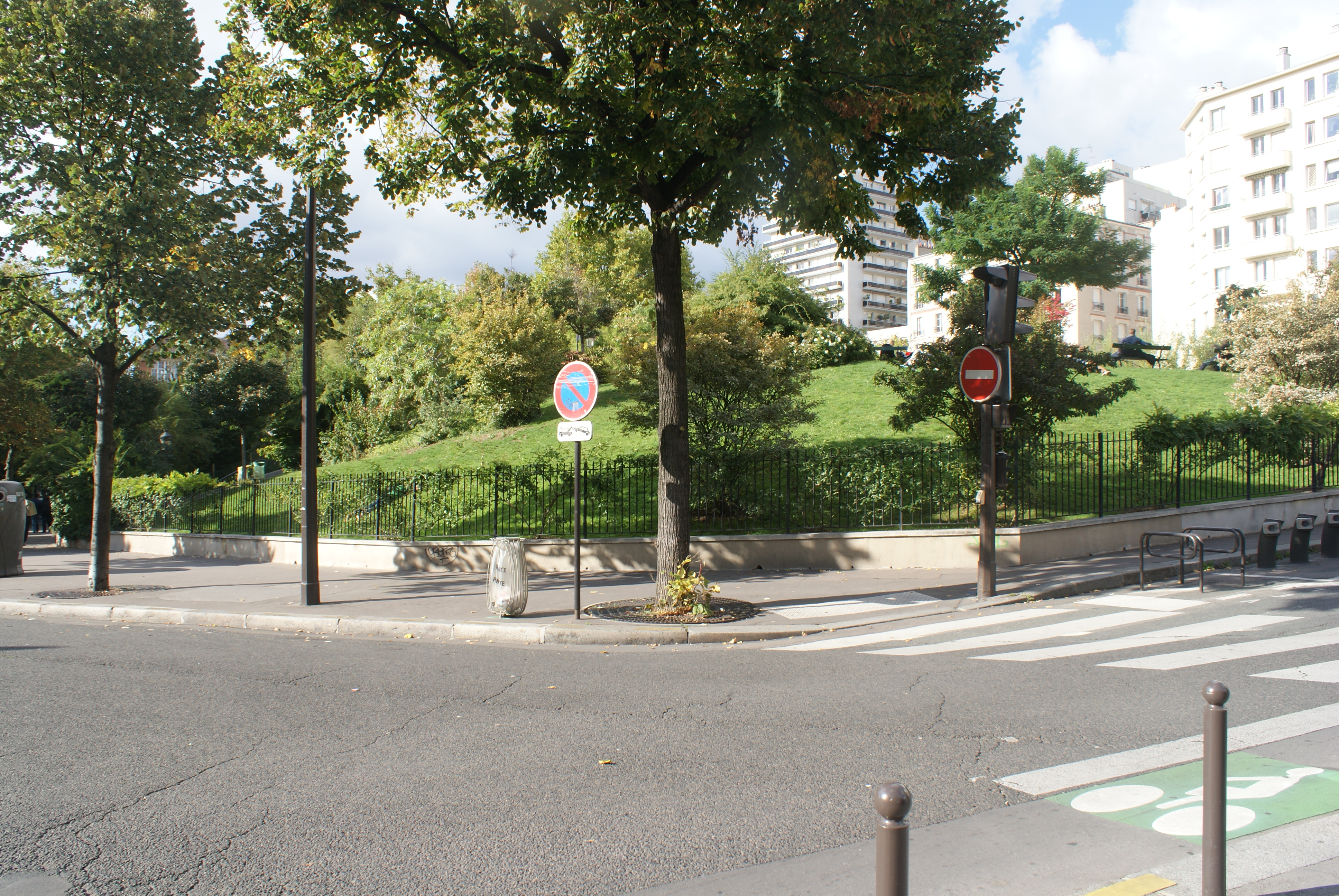
Vue générale du square.
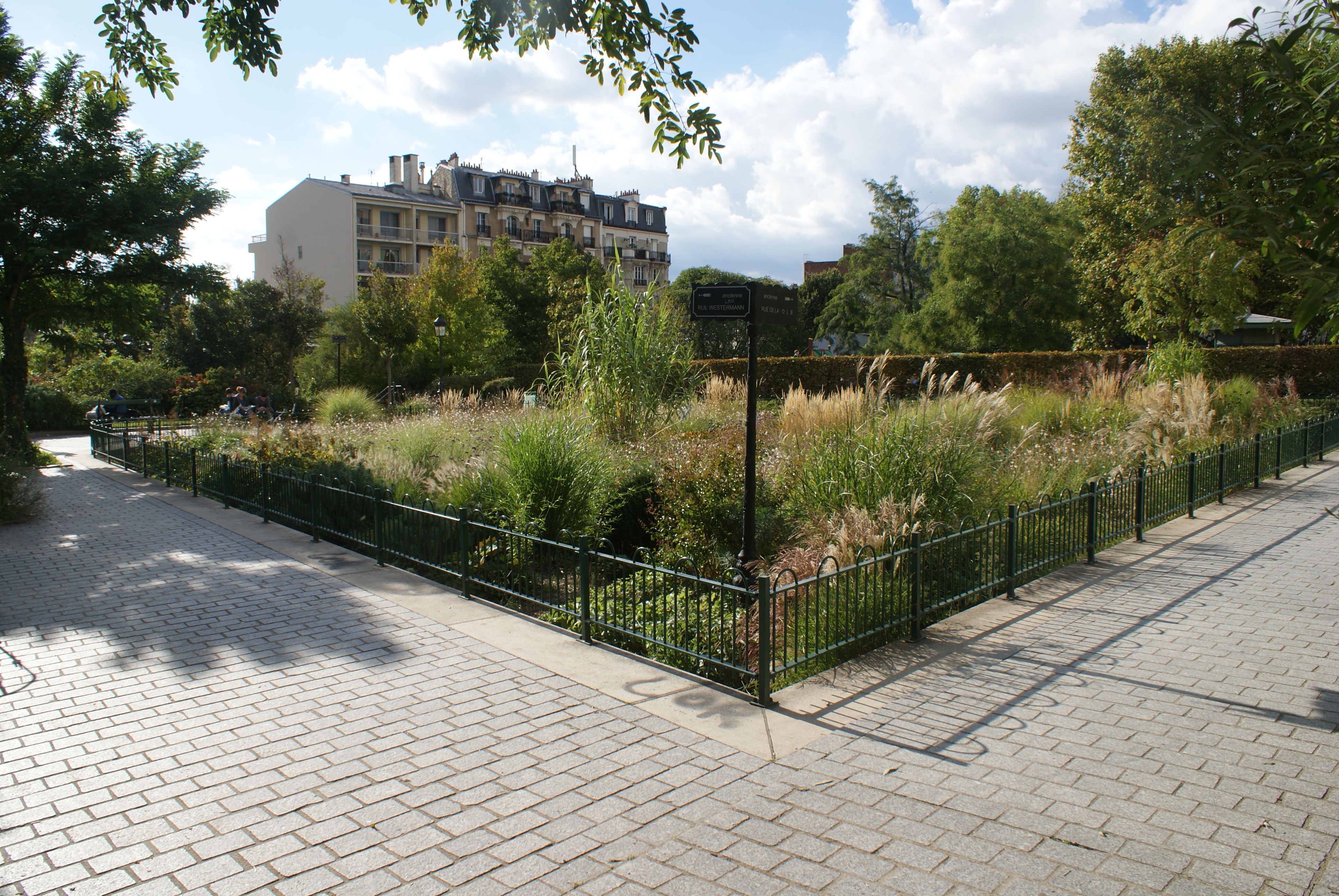
Anciennes rues Westermann et de la Voulzie.
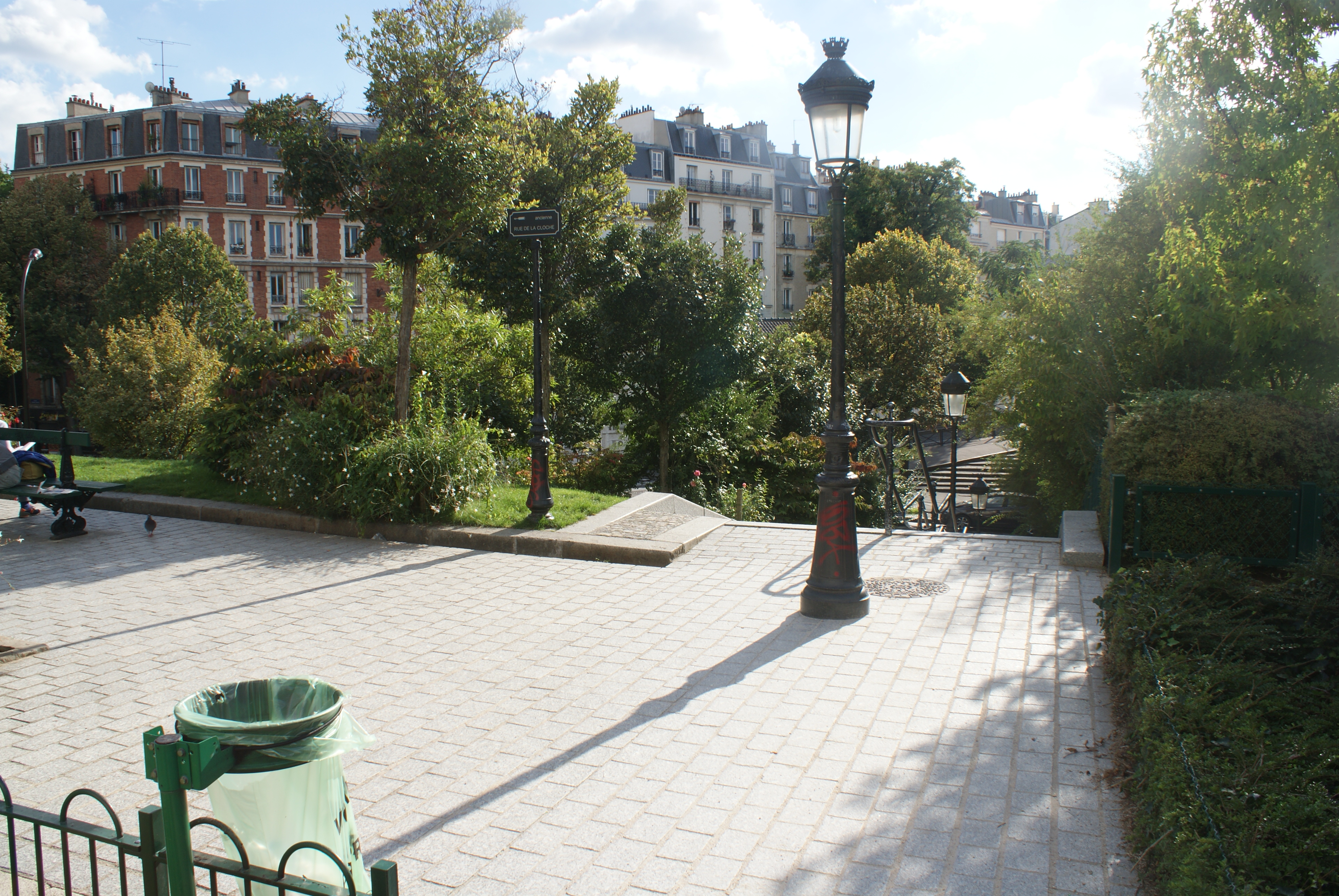
Sommet du talus, ancienne rue de la Cloche.
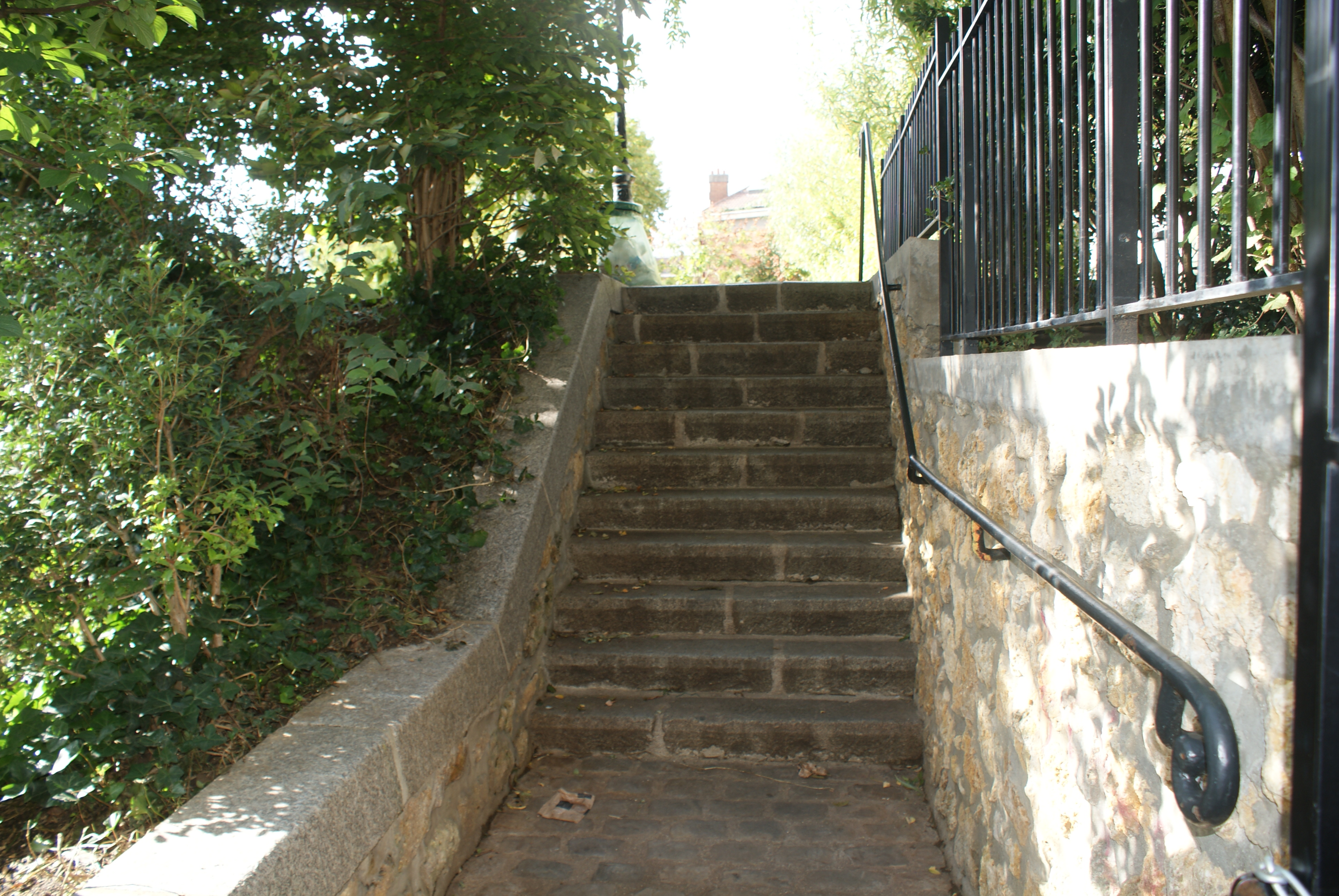
Ancien escalier reliant la rue Orfila à l'ancienne rue de la Voulzie.
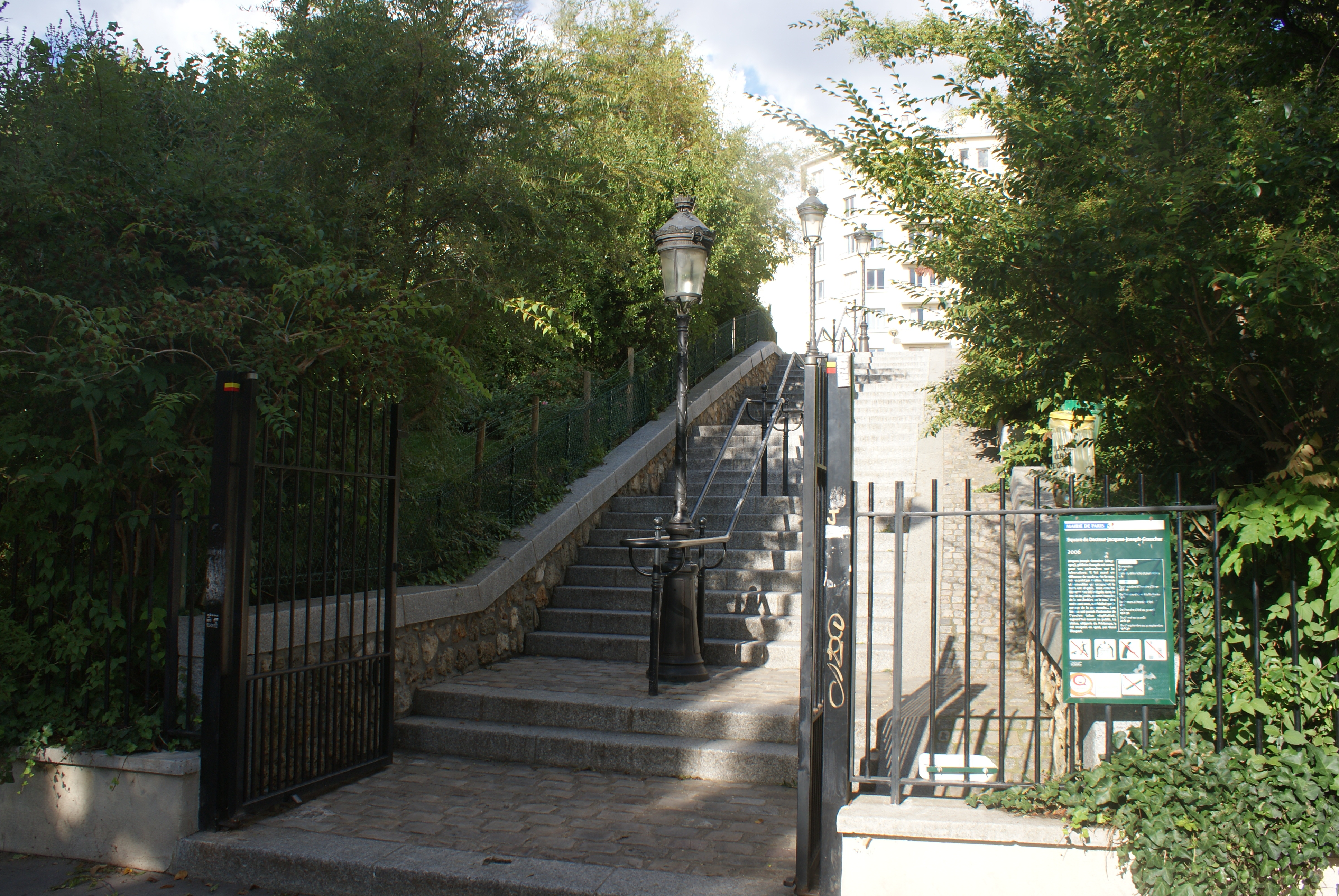
Nouvel escalier (2006).